# Bomolocha latalis
Bomolocha latalis là một loài bướm đêm trong họ Noctuidae.